# 20th Century Masters - The Millennium Collection: The Best Of L.A. Guns
20th Century Masters - The Millennium Collection: The Best Of L.A. Guns és un àlbum recolipatòri de L.A. Guns.

## Cançons
1. "Sex Action"
2. "One More Reason"
3. "Electric Gypsy"
4. "Rip & Tear"
5. "Never Enough"
6. "The Ballad Of Jane"
7. "Over The Edge"
8. "Kiss My Love Goodbye"
9. "Crystal Eyes"
10. "It's Over Now"
11. "Face Down"
12. "Long Time Dead"